# Neurankylus
tser.
Neurankylus is een geslacht van uitgestorven schildpadden in de familie Baenidae die tussen 112 en 61 miljoen jaar geleden leefde in wat nu Canada en de Verenigde Statenis.
De typesoort Neurankylus eximius werd in 1902 benoemd en beschreven door Lawrence Lambe. De geslachtsnaam betekent zoiets als 'vergroeid in de neuralia'. De soortaanduiding betekent 'de aparte'. Het holotype is NMC 1504, delen van een schild. Een jonger synoniem is Neurankylus baueri Gilmore, 1916. Hetzelfde geldt voor Charitemys captans Hay, 1908 en Baena fluviatilis Parks, 1933. N. baueri wordt echter ook wel als geldig beschouwd.
Neurankylus wyomingensis Gilmore, 1919 werd in 1972 door Eugene Gaffney als een nomen dubium beschouwd maar is later toch weer als een geldige soort gezien.
De soort Neurankylus lithographicus Larson et al. 2013, werd ontdekt in de Milk River-formatie (Canada), naast het holotype van de pachycephalosauride dinosauriër Acrotholus audeti. De soortaanduiding verwijst naar het Writing-On-Stone Provincial Park. Het holotype is TMP 2007.035.0045, een pantser. 
Volgende soorten zijn Neurankylus notos Lichtig and Lucas 2016 en Neurankylus hutchisoni Lively 2016. De eerste, 'de zuidelijke', is gebaseerd op holotype NMMNH P-70008, een skelet uit New Mexico. De tweede heeft als holotype UCMP 154450, het rechterdeel van een romp gevonden in Utah, het Grand Staircase Escalante National Monument. De soortaanduiding eert Dr. J. Howard Hutchison als ontdekker. Aldaar is ook Neurankylus utahensis Lively 2016 aangetroffen, gebaseerd op het schild UMNH VP 22100. New Mexico leverde dat jaar ook nog Neurankylus torrejonensis Lyson et al. 2016 op, gebaseerd op holotype NMMNH P-9049, een skelet met schedel gevonden op de East Flank Torreon Wash. 
Het werd oorspronkelijk geplaatst in een monotypische familie Neurankylidae, maar het is sindsdien geplaatst in de Neurankylinae, naast Trinitichelys. 